# بگذار زندگی کنم
بگذار زندگی کنم فیلمی به کارگردانی شاپور قریب و نویسندگی مهدی معدنیان و شاپور قریب محصول سال ۱۳۶۵ است.این فیلم با بیش از سه میلیون و ۳۰۰ هزار تماشاگر، پرمخاطب‌ترین فیلم سینمای ایران در سال ۱۳۶۶ بود. هرچند که به دلیل درجه‌بندی اعمال شده از طرف وزارت ارشاد در آن سال‌ها، بلیت سینماهای این فیلم ارزان‌تر بود و به همین دلیل از نظر میزان فروش پایین‌تر از اجاره‌نشین‌ها و گذرگاه قرار گرفت. در مجموع این فیلم بین سال‌های ۱۳۶۶ تا ۱۳۷۴ توانست بیش از ۵ میلیون و ۵۵۱ هزار مخاطب جذب کند و یکی از پربیننده‌‌ترین فیلم‌های سینمای ایران در طی سال‌های اکران خود در سالن‌های سینما است.

## خلاصه داستان
مردی با داشتن دو فرزند همسرش را طلاق می‌دهد. او در شركتی كارمند حسابداری بوده و اكنون بيكار شده است. مرد با فرزندان خردسالش به خانه مادر خود می‌رود. زن نيز به منزل پدری می‌رود. زن خود را با كار خياطی سرگرم می‌كند، اما هيچ يك از زندگی جديد و وضع خود راضی نيستند. آن دو پس از مدتی از اقدام عجولانه خود پشيمان می‌شوند و با وساطت زن و شوهری كه در همسايگی آن‌ها زندگی می‌كنند و با كمك برادر كوچك زن از نو پيوند زناشویی می‌بندند.

## بازیگران
- مهدی هاشمی
- افسانه بایگان
- مهین شهابی
- احمد قدکچیان
- محبوبه بیات
- مهری ودادیان
- کیومرث ملک مطیعی
- فخری خوروش
- فرداد صفاخو
- زهره امیری
- پروین سلیمانی
- محمدرضا معجمی
- سارا صامت

| مدیر دوبلاژ      | خسرو خسروشاهی  |
| ---------------- | -------------- |
| بازیگر           | گوینده         |
| مهدی هاشمی       | ناصر طهماسب    |
| افسانه بایگان    | ژاله کاظمی     |
| فخری خوروش       | فهیمه راستکار  |
| احمد قدکچیان     | احمد رسول زاده |
| مهین شهابی       | رفعت هاشمپور   |
| محبوبه بیات      | زهره شکوفنده   |
| کیومرث ملک مطیعی | حسین معمارزاده |
| مهری ودادیان     | آذر دانشی      |
| پروین سلیمانی    | بدری نوراللهی  |

## فروش
میزان فروش فیلم به تفکیک سال نمایش، به شرح زیر است:
| سال    | تعداد بلیت | میزان فروش | منبع   |
| ------ | ---------- | ---------- | ------ |
| ۱۳۶۶   | ۳،۳۱۸۴۶۹   | ۲۹،۰۴۴،۱۳۲ | [ ۲ ]  |
| ۱۳۶۷   | ۱،۶۲۵،۶۱۳  | ۱۴،۰۹۵،۹۵۳ | [ ۳ ]  |
| ۱۳۶۸   | ۲۶۵،۹۱۲    | ۲،۴۷۳،۵۶۲  | [ ۴ ]  |
| ۱۳۶۹   | ۲۲۷،۹۵۲    | ۲،۵۹۷،۵۰۶  | [ ۵ ]  |
| ۱۳۷۰   | ۴۹،۸۶۳     | ۸۷۸،۰۸۲    | [ ۶ ]  |
| ۱۳۷۱   | ۳۴،۶۲۵     | ۷۹۱،۶۰۵    | [ ۷ ]  |
| ۱۳۷۲   | ۴،۸۱۲      | ۱۹۶،۵۱۰    | [ ۸ ]  |
| ۱۳۷۳   | ۹،۵۹۰      | ۳۵۶،۳۵۰    | [ ۹ ]  |
| ۱۳۷۴   | ۱۴،۷۲۶     | ۶۹۷،۲۸۰    | [ ۱۰ ] |
| جمع کل | ۵،۵۵۱،۵۶۲  | ۵۱،۱۳۰،۹۸۰ |        |